# Eberron
Eberron ist eine fiktive Kampagnenwelt im Rollenspiel Dungeons & Dragons, die von Keith Baker erdacht wurde.

## Hintergründe der Kampagnenwelt Eberron
Eberron basiert auf einem Kampagnen-Konzept von Keith Baker, der bei einem Wettbewerb bei Wizards of the Coast aus über 11.000 Einsendungen ausgewählt wurde. Der Flair ist eine Spur düsterer als in den klassischen Welten, magische High-Tech ist ebenso zu finden wie die Stadt Sharn mit ihren magisch erzeugten Wolkenkratzern. Abenteuer in Form eines Agententhrillers sollen in dieser Spielwelt genauso möglich sein wie klassische Hack-n-Slay-Monsterjagden, neben dem Erforschen alter Ruinen gibt es auch politische Intrigen zu bewältigen.
Die deutsche Übersetzung wurde von Feder und Schwert herausgegeben.

## Völker
Neben den Völkern des Grundspiels (Halb-Orks, Elfen, Halblinge, Gnome und so weiter) sind vier neue spielbare Rassen hinzugekommen. 

### Wechselbälger (Halb-Gestaltwandler)
Wechselbälger entstanden durch die Mischung von Menschen und Doppelgängern. Ihre Fertigkeiten als Gestaltwandler sind deshalb nicht ganz so stark ausgeprägt wie bei reinen Gestaltwandler; es reicht allerdings, um ihre Identität zu verschleiern. Aus den Reihen der Wechselbälger kommen vorzügliche Spione und Kriminelle.

### Kalashtar (Humanoide in Symbiose mit einem Geist aus der Ebene der Träume)
Kalashtar sind ein Volk, das aus zwei Wesenheiten in Symbiose gebildet wurde. Entitäten aus einer anderen Ebene (Dal Quor) nahmen menschliche Körper und Seelen in Besitz und verschmolzen mit ihnen. Die Entitäten bezeichnete man als Quori. Durch die Verschmelzung entstanden die Kalashtar, eine Rasse, die sich von den beiden ursprünglichen Rassen deutlich unterscheidet. Heute "entstehen" Kalashtar auf natürlichem Wege durch die Vereinigung zweier Kalashtar-Eltern und nicht mehr durch die Besetzung eines Körpers. Kalashtar sind psibegabt.
Um die Kalashtar in einer Eberron Kampagne vollständig verwenden zu können (SC oder NSC) sollte man im Besitz des PSI-Handbuches sein.

### Wandler (Halb-Werwesen)
Die Wandler sind Nachkommen von Menschen und echten Lykanthropen (siehe Lykanthropie). Wandler sind nicht in der Lage eine Tiergestalt vollends anzunehmen, aber dennoch sind sie in der Lage tierische Züge und Eigenschaften anzunehmen. Dies bezeichnen die Wandler selbst als Wandeln. In Khorvaire bezeichnet man die Wandler manchmal auch als Werkinder.

### Kriegsgeschmiedete (lebende Konstrukte)
Kriegsgeschmiedete wurden, wie ihr Name schon sagt, ursprünglich für den langen Krieg als reine Konstrukte erschaffen, ohne die Fähigkeiten zu komplexen Denkleistungen. Durch die stete Produktion und den ebenso ständigen Versuch die Konstrukte zu verbessern, um die kämpferischen Qualitäten zu verbessern, entstanden unerwartete Nebeneffekte. Die Konstrukte entwickelten einen freien Willen, die Fähigkeit zu Denken und ein Bewusstsein. Am Ende der Entwicklung, welches gleichzeitig durch das Ende des letzten Krieges bezeichnet wurde, stand eine völlig neue Rasse, nämlich "Lebende Konstrukte".

## Klassen
Das Eberron Kampagnenbuch führt zu den Klassen aus dem Spielerhandbuch (Schurke, Magier, Kämpfer und so weiter) eine neue Basisklasse ein, den Magieschmied. Magieschmiede nutzen Magie auf einem anderen Weg als Magier oder Hexer, sie können keine direkten Zauber sprechen, sondern formen rohe magische Energie in Gegenstände um, um sie zu verzaubern oder Konstrukte zu erschaffen. Weiterhin werden auch bestimmte neue NPC-Klassen überarbeitet (Adept) oder neu geschaffen (Magiewerker).

## Geschichte
Fast ganz Khorvaire war über 900 Jahre lang unter dem Banner des Königreichs Galifar vereint, es unterteilte sich in fünf Nationen, die von den Nachkommen des Königs regiert wurden. Der Älteste der Nachkommen wurde nach dem Tod oder Abdanken des Königs neuer König. Vor etwa 100 Jahren brach ein Krieg aus ("Der Letzte Krieg"), weil sich nach dem Tod von König Jarot mehrere seiner Nachkommen zum neuen König ernannten und die Herrschaft der anderen nicht anerkannten. Nach 100 Jahren Krieg wurde eins der Länder (Cyre) durch eine magische Katastrophe unbekannten Ursprungs vollständig vernichtet. Die Anführer der anderen Nationen waren durch dieses Ereignis so schockiert, dass sie sich zu Friedensgesprächen zusammenfanden. Obwohl sie sich gegenseitig nicht vertrauen und bereit sind jederzeit wieder loszuschlagen, hält der Frieden noch.

## Geographie
Die Spielwelt unterteilt sich in mehrere Kontinente:

### Khorvaire
Hier spielt ein Hauptteil der Handlung, da hier alle Spielrassen vorkommen. Der Kontinent unterteilt sich in mehrere Länder. Wie in den meisten Rollenspielen üblich umfasst Khorvaire als Hauptschauplatz des Spiels auch eine weite geographische Spannbreite, von tropischen Wäldern im südlichen Breland bis zu kühlgemäßigten Gebirgen im Nordosten des Kontinents. Ebenso vielfältig ist auch die politische Gestaltung des Kontinents, von Theokratien, über parlamentarische Monarchien bis hin zu Diktaturen durch Monstervölker sind fast alle D&D-Gesellschaftssysteme vertreten. Größte Stadt des Kontinents ist die breländische Metropole Sharn, die an ein magisches New York erinnert.

### Aerenal
Aerenal wird nur von Elfen bewohnt und ist für andere Rassen schwer zugänglich. Es ist ein vorwiegend tropischer Inselkontinent, der Landschaftsmerkmale von Dschungeln bis zu Savannen umfasst. Der komplette Kontinent wird von Elfen bewohnt, die einem starken Ahnenkult anhängen. Dieser geht so weit, dass die mächtigste politische Kraft des Kontinents der Hof der Todlosen, gutgesinnte elfische Untote, die von ihren Nachkommen verehrt werden, darstellt.

### Xen'Drik
Xen'Drik ist die Heimat von wilden Riesen und verbirgt viele Ruinen untergegangener Kulturen. Außerdem leben dort die (wilden) Dunkelelfen Eberrons, in anderen Kampagnensets auch bekannt als Drow.

### Sarlona
Dies ist die Heimat der Kalashtar.

### Argonessen
Argonessen ist der Kontinent der Drachen.

## Religion
Die Gesinnung wird mit R für rechtschaffen, C für chaotisch, N für neutral, G für gut und B für böse abgekürzt.

### Die Göttliche Heerschar
Dies ist die am weitesten verbreitete Religion Eberrons. Die meisten Bürger verehren alle Götter gleich stark und richten ihre Gebete je nach Situation an einzelne Götter.
- Arawai, Göttin der Landwirtschaft (NG)
- Aureon, Gott des Gesetzes und des Wissens (RN)
- Balinor, Gott der Bestien und der Jagd (N)
- Boldrei, Göttin der Gemeinschaft und des Herdfeuers (RG)
- Dol Arrah, Göttin der Ehre und der Opferbereitschaft (RG)
- Dol Dorn, Gott der Kampfkunst (CG)
- Kol Korran, Gott des Handels und des Reichtums (N)
- Olladra, Göttin der Feste und des Glücks (NG)
- Onatar, Gott der Handwerkskunst und der Schmiede (NG)

### Die Dunklen Sechs
Hierbei handelt es sich um böse Götter, die aus dem Pantheon der Göttlichen Heerschar verstoßen wurden.
- Die Furie (NB)
- Der Raffer (NB)
- Der Reisende (CN)
- Der Schatten (CB)
- Der Spötter (NB)
- Der Verschlinger (NB)

### Kirche der Silbernen Flamme
Die Kirche der Silbernen Flamme ist eine sehr aggressive Kirche, die in ihrem Feldzug Wandler und Lykanthropen beinahe ausrottete. (RG)

### Blut der Vol
Das Blut der Vol ist ein Kult, der aus dem 13ten Haus entstand, als dieses zerstört wurde. Seine Anhänger verehren das Blut als die wahre Essenz der Unsterblichkeit. Untote spielen eine große Rolle im Kult, werden jedoch bemitleidet, weil sie nie die wahre Reinheit erlangen können. (RN)

### Die Kulte des Drachen der Tiefe
Dieser Kult verehrt den Drachen der Tiefe, Khyber. Khyber wurde bei der Schöpfung in die Unterwelt beziehungsweise in
die Tiefe der Erde verbannt und gebar alle Dämonen. Der Kult versucht diesen aus den Tiefen zu befreien. (NB)

### Pfad des Lichts
Dies ist die Religion der Kalashtar, die hierbei nach Erleuchtung streben. (RN)

### Der Todlose Hofstaat
Die Elfen von Aerenal verehren die Gesamtheit ihrer uralten Ahnen als Gottheit. Diese leben als Todlose weiterhin unter ihnen, was als Todloser Hofstaat bezeichnet wird. Im Gegensatz zu Untoten sind die Todlosen des Hofstaates von positiver Energie erfüllt und daher neutral gute Wesenheiten. Klassische Untote werden verachtet.

## Organisationen

### Drachenmalhäuser
Jedes Haus ist aus einer Familie hervorgegangen, deren Mitglieder anfingen, ein magisches Zeichen, das als Drachenmal bezeichnet wird, auf ihrer Haut zu manifestieren. Dieses Drachenmal verleiht dem Träger spezielle magische Fähigkeiten, die die Ausrichtung und das Betätigungsfeld der Häuser bestimmen und deren Mitgliedern ihre Arbeit erleichtert oder überhaupt erst ermöglicht.
- Haus Cannith, Menschen, Handwerker und Magieschmiede
- Haus Deneith, Menschen, Leibwächter und Söldner
- Haus Ghallanda, Halblinge, Gastwirte und Köche
- Haus Jorasco, Halblinge, Heiler
- Haus Kundarak, Zwerge, Wächter und Bankiers
- Haus Lyrandar, Halb Elfen, Seefahrer und Wetterkontrolle
- Haus Medani, Halb Elfen, Aufklärer und Wahrsager
- Haus Orien, Menschen, Reise und Transport
- Haus Phiarlan, Elfen, Unterhaltung
- Haus Sivis, Gnome, Schrift und Kommunikation
- Haus Tharashk, Menschen / Halb Orks, Prospektoren und Kopfgeldjäger
- Haus Thuranni, Elfen, Unterhaltung
- Haus Vadalis, Menschen, Tierzucht und -training

## Computerspiele
- Dragonshard
- Dungeons & Dragons Online